# Нордштерн

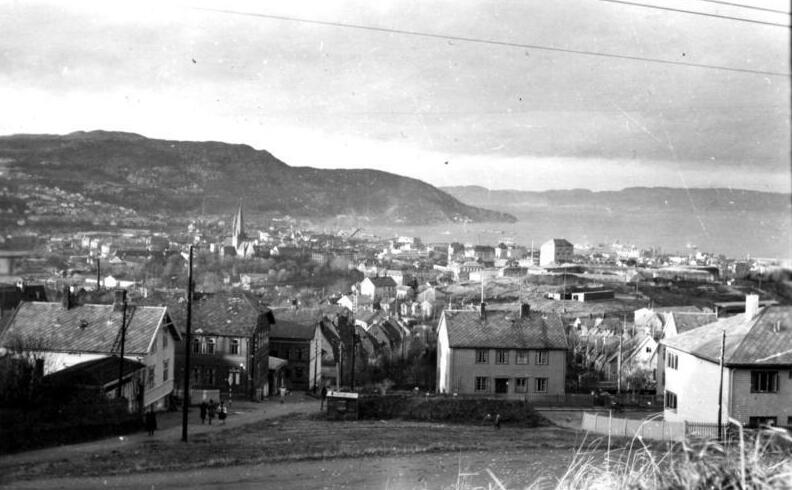
Тронгейм, 1942 (німецький архів)

63°19′52″ пн. ш. 10°14′07″ сх. д. / 63.331008° пн. ш. 10.23539° сх. д.
Нордштерн (нім. Nordstern — Полярна Зоря), неофіційно Новий Тронгейм (нім. Neu Drontheim) — план нацистської Німеччини зі створення нового німецького мегаполіса в окупованій Норвегії під час Другої світової війни. Плановане населення — близько 250 000—300 000 жителів.
Будівельний майданчик розташували за 15—20 км на північний захід від норвезького міста Тронгейм. Оскільки Тронгеймс-фіорд мав істотне значення для німецьких військових, Нордштерн мали б побудувати поряд із великою військово-морською базою, щоб дати Німеччині повний морський контроль над Північною Атлантикою. План активно підтримували грос-адмірали Еріх Редер і Карл Деніц.
Адольф Гітлер заявляв, що місто Нордштерн стане «німецьким Сінгапуром». Під час самої війни порт Тронгейму перетворився на основну базу німецьких субмарин в північній Атлантиці з бункером Дора 1.

## Стратегічне значення
Захоплення Норвегії надало військовому керівництву Третього Рейху нові можливості для розширення. Місто Тронгейм і Тронгеймс-фіорд мали стратегічне значення з кількох причин. До початку війни віцеадмірал і військово-морський стратег Вольфганг Вегенер вже довгий час підкреслював стратегічні вигоди для Німеччини у придбанні баз уздовж узбережжя Норвегії.
Одним з яскравих прикладів цих вигод є можливість проведення в Норвегії додаткових ремонтів лінкора «Тірпіц», який змушений був постійно повертатися до Німеччини для цього. Через величезні розміри лінкора в північній Атлантиці просто не було інших доків, досить великих, щоб вмістити його. Після провалу люфтваффе в битві за Британію, військові стратеги Німеччині вирішили, що необхідно провести морську блокаду Великої Британії, відправляючи на дно судна постачання. Крім того, Норвегія мала велике значення у разі проведення операцій в Атлантиці в найближчому майбутньому. Ці та інші мотиви, такі, як постачання шведської залізної руди через Нарвік (норвезьке місто-порт, яке має пряме залізничне сполучення з місцями видобутку залізної руди в шведському місті Кіруна) Верховне командування вермахту класифікувало володіння Норвегією в цілому і Тронгеймом зокрема, як стратегічно важливий для німецької військової машини об'єкт.

## Етимологія
Назва Nordstern проєкту міста дав Адольф Гітлер. Але також існує повоєнна версія назви проєкту Neu-Drontheim (з нім. Новий Тронгейм). Термін придуманий автором Габріелем Бровольд (англ. Gabriel Brovold) в його книзі 1996 року «Neu-Drontheim i Hitlers regi: og Øysand under krigen», і ніколи не пропонувалася нацистами для проєктованого міста.
Drontheim є традиційною розмовною формою назви Тронгейму в німецькій мові, і в цій якості використовувався окупаційною владою. Далі плутанина випливає з того факту, що Гітлер часто використовував у промові «Trondheim/Drontheim» як короткий спосіб посилання на проєкт будівництва, і ряд істориків помилково посилалися на плани реконструкції Тронгейму, а не створення нового, окремого міста. Йозеф Геббельс позначив назву проекту як «Nordstern» у своїх щоденниках за 9 липня 1941 року, пояснивши, що таке ім'я прямо сказав йому Гітлер.

## Історія
Для організації та проведення необхідного планування для нового проєкту Гітлер призначив архітектора Альберта Шпеєра. 1 травня 1941 Шпеєр отримав необхідну інформацію про просторові і структурні вимоги для великої корабельні від віцеадмірала Вернера Фукса у Верховному командуванні крігсмаріне. Він доповів Гітлеру про проєкт, будучи в рейхсканцелярії в супроводі гросадмірала Еріха Редера 21 червня. Гітлер також обговорював перспективи міста і його військову базу під час конференції з озброєння 13 травня 1942 року.
У 1943 році почалися наземні вибухові роботи. Для забезпечення будівництва робочою силою було прийнято рішення використовувати працю військовополонених, які жили в таборі, розташованому в селі Øysand (на північний захід від міста Мельхус). Для Гітлера були підготовлені спеціальні карти, за якими він вивчав оптимальні позиції доків та супутньої інфраструктури. Для нього також побудували в Берліні дуже докладну мініатюрну модель проєктованого міста (втрачена під час союзних бомбардувань в 1945 році).

### Відмова від проєкту
Після ряду військових невдач Німеччини будівництво міста зупинилося і було відкладене на невизначений термін. А після знищення лінкора «Тірпіц» в листопаді 1944 року велика частина військово-морського керівництва була звільнена, і від плану «Nordstern» відмовилися назавжди.

## Розташування, розміри й планування
Було прийнято рішення, що Nordstern мав бути побудований у водно-болотних угіддях Øysand, в 15-20 км на північний захід від Тронгейму. Необхідно було забезпечити житлом близько 300 тисяч переселенців з Німеччини (така кількість жителів більш ніж в три рази перевищувало б населення Тронгейму 1940-х років). Для цієї мети 55000 житлових будинків мали бути побудовані на площі близько 300 га. У місті мав розміститися величезний художній музей для північної частини Великої німецької імперії, що містить роботи тільки німецьких майстрів. Щоб зв'язати цей північний форпост з Німеччиною, до Тронгейму мали побудувати автобани через данські протоки Великий і Малий Бельт і далі через південно-західні частини Швеції та Норвегії.
Сама морська база була запланована, щоб обслуговувати величезні корабельні, доки та бази підводних човнів для очікуваного післявоєнного німецького військово-морського флоту, який мав складатися з декількох сотень субмарин, десятків суперлінкорів, а також кількох авіаносців. Ця база, за словами Гітлера, мала стати військовою цитаделлю на кшталт британського Сінгапуру.

## Атлантичний вал
Місто (так само як і більшість важливих морських баз Німеччини) мало зіграти важливу роль у планах розширення Атлантичного валу. Під час Нюрнберзького процесу було визнано, що Гітлер мав намір зберегти не тільки Тронгейм, але також і численні інші морські міста (такі, як Брест і Шербур у Франції) як німецькі ексклави (Festungen, тобто «цитаделі») для Третього Рейху, подібно до радянської військової бази, тимчасово створеної у фінському місті Ханко після Зимової війни.
Нордштерн мав стати однією з багатьох військових квазиколоній, населених майже виключно німцями. Разом з іншими містами і островами в Європі та Африці Nordstern мав стати частиною ланцюга німецьких військових баз, що охоплять всю атлантичну берегову лінію від Норвегії до Бельгійського Конго. Це мало допомогти Німеччині у відновленні великої колоніальної області в Центральній Африці — Deutsch Mittelafrika, а також послужити для наступальних і для захисних операцій проти країн Західної півкулі, зокрема Сполучених Штатів.

## Нотатки
1. ↑  Drontheim є традиційною німецькою формою норвезької Trondheim, і використовувався деякими окупаційними властями, хоча офіційна назва Трондгейму не була змінена. Neu Drontheim (або інше написання Neu-Drontheim) — неофіційний післявоєнний термін, введений автором Габріелем Бровольдом у його книзі Neu-Drontheim i Hitlers regi: og Øysand under krigen 1996, але ніколи не був запропонований нацистами в якості назви для нещодавно запланованого міста. Подальша плутанина виникає через те, що Гітлер мав тенденцію використовувати «Тронгейм/Дронтгайм» як скорочення для позначення проекту будівництва, а ряд істориків помилково називали плани реконструкцією самого Тронгейма, а не створенням нового, окремого міста. Йозеф Геббельс у своєму щоденниковому записі[en] від 9 липня 1941 визначив його назву як Nordstern, як прямо сказав йому Гітлер[1].:447

## Ресурси Інтернету
- Norwegian article about Nordstern. [Архівовано 2 квітня 2015 у Wayback Machine.]